# Седьмой канал (Казахстан)
«Седьмой канал» — казахстанский республиканский развлекательный телеканал. Штаб-квартира находится в Астане. Вещание происходит на казахском и русском языках. Вещание осуществляется с 06:00 до 02:00 по спутниковым и кабельным сетям в 86 городах Казахстана. Согласно данным исследовательской компании K Research Central Asia, с начала 2025 года «Седьмой канал» стабильно входит в тройку крупнейших телеканалов Казахстана по доле телесмотрения.

## История
Впервые вышел в эфир 9 сентября 2009 год на базе ТК «Эра ТВ».
В 2015 году первыми внедрили систему «Второй экран».
1 июня 2015 года прекратили производство информационных программ.
В феврале 2016 года сменили направление на развлекательное.
10 июня 2019 года перешли на формат вещания в разрешении 16:9.
В 2021 года запустил утреннюю программу «Оян, Казахстан» и вечернюю информационную программу «Студия 7».
В 2022 году запустили информационную программу — AIBAT.
В 2022 году сменили направление телеканала на информационно-развлекательное.
С 14 января 2025 года в эфир выходят обновлённые выпуски новостей на казахском и русском языках — современные, динамичные, с возможностью интерактива со зрителями посредством Telegram-канала, где каждый может высказать своё мнение о событиях в Казахстане и мире через голосование.

## Контент
«Седьмой канал» производит собственное разнообразие информационного наполнения: новости, развлекательные и образовательные передачи, ток-шоу, документальные и художественные фильмы, а также сериалы.
| Сериалы                         | Проекты                            |
| ------------------------------- | ---------------------------------- |
| Байтақ жерім                    | Маска Kazakhstan                   |
| Құтқару қызметі                 | Таптым-ау сені                     |
| ДЕМ. Соңғы үміт                 | Жарқыраған жұлдыз                  |
| «Бұл өмірде…»                   | Жетінші студия                     |
| «Ауыл дәрігері»                 | Доктор Тажина                      |
| «Әке мен әке»                   | Late night show with Динара Сатжан |
| «Boss әйел»                     | Әйгерім Сейфолланың сырласуы       |
| «KZландия»                      | «Моя игра»                         |
| «Q-елі»                         | «SanTaram»                         |
| «Тақиясыз періште»              | «НОВОСТИ KZ»                       |
| «Тойхана»                       | «Оян, Қазақстан»                   |
| «Зың-зың Күлпәш» (3 сезона)     | «Студия 7»                         |
| «Осекшилер» (2 сезона)          | «ГУ-ГУ-ЛЕТ» (3 сезона)             |
| «НяняМэн»                       | «Айна on-line»                     |
| «Изоляция»                      | «BOOM!»                            |
| «Тек қана қыздар»               | «Я — шопоголик»                    |
| «Әкесінің баласы» (2 сезона)    | «Страсти у плиты» (2 сезона)       |
| «Тақиясыз періште» (2 сезона)   | «Құрақ көрпе»                      |
| «Ата-ана. Бала-шаға» (2 сезона) | «Наши люди»                        |
| «Ұлы дала жанұясы»              | «Хотим ребёнка»                    |
| «KZландия»                      | «ТойLIKE»                          |
| «Побег из аула» (3 сезона)      | «Сорок миллионов тенге»            |
| «Солдат пен салауат»            | «Команда будущего»                 |
| «Минус 750»                     | «Знаки. Степные легенды»           |
| «Сен жалғыз емессің»            | «Мисс Чувство Юмора»               |
| «12 күн»                        | «Тенгемания NEXT»                  |
| «Бастық боламын» (3 сезона)     | «Rap News»                         |
| «Не сдавайся»                   | «Знаки»                            |
| «Кәрі келсе іске»               |                                    |

## Зона вещания
Телеканал доступен во всех сетях кабельных операторов, на платформах IDTV, TV+, GalamTV, Bee TV.

## Руководство канала
| Года      | Имя                |
| --------- | ------------------ |
| 2009-2010 | Батыр Казыбаев     |
| 2010-2011 | Бибигуль Жексенбай |
| 2011-2014 | Азиза Шужеева      |
| 2014-2016 | Куат Бахридинов    |
| 2016-2020 | Алия Бабаева       |
| 2020-2021 | Сергей Майборода   |
| 2021-2022 | Ерлан Игисинов     |
| 2022-2024 | Ания Байоразова    |
| 2024-Н.В. | Илхам Ибрагимов    |